# Villers-sous-Foucarmont
Villers-sous-Foucarmont ist eine französische Gemeinde mit 185 Einwohnern (Stand: 1. Januar 2022) im Département Seine-Maritime in der Region Normandie. Sie gehört zum Arrondissement Dieppe und zum Kanton  Eu. Die Arbeitslosenquote in Villers-sous-Fourcamont liegt bei 11 % (Stand 1. Januar 2016).

## Geographie
Villers-sous-Foucarmont liegt etwa 50 Kilometer ostsüdöstlich von Dieppe. Umgeben wird Villers-sous-Foucarmont von den Nachbargemeinden Foucarmont im Norden, Saint-Léger-aux-Bois im Osten und Nordosten, Rétonval im Osten und Südosten, Aubermesnil-aux-Érables im Süden, Saint-Germain-sur-Eaulne und Vatierville im Süden und Südwesten sowie Callengeville im Westen.

## Bevölkerungsentwicklung
| Jahr      | 1962 | 1968 | 1975 | 1982 | 1990 | 1999 | 2006 | 2007 | 2008 | 2009 | 2010 | 2011 | 2012 | 2013 | 2014 | 2015 | 2016 | 2017 |
| Einwohner | 179  | 164  | 170  | 160  | 172  | 205  | 203  | 201  | 200  | 198  | 193  | 196  | 197  | 197  | 197  | 197  | 195  | 193  |

## Sehenswürdigkeiten

Kirche

- Kirche